# 조재원
조재원(1993년 7월 3일 ~)은 대한민국의 前 육상선수였고, 지금 현재 유튜버이다.

## 생애
조재원는 1993년 7월 3일 아버지 조영환과 어머니 김동금 사이에서 1남 2녀 중 막내로 태어났다 아버지 조영환은 1955년생으로 2006년 12월 조재원이 서울체육중학교 1학년때 아버지 조영환이 알코올 중독으로 인하여 향년 51세 나이로 일찍 세상을 떠나고 어머니 김동금과 누나들과 함께 지내왔다 얼마후부터 조재원은 대한민국의 개그 유튜버로 취직하였다 원래는 개그맨 지망생이여서 개그극단에서 공연도 하면서 개그맨 준비도 열심히 했는데 시작하고 보니까 개그맨들이 점점 설 무대가 없어지다보니 페이스북이나 유튜브를 통해 영상을 올려보니까 반응도 좋아서 시작했다고 한다.
육상선수를 했었고 대구한의대학교 체육학과를 중퇴하였다.

## 학력
- 서울체육중학교 (졸업)
- 고등학교 (졸업)
- 대구한의대학교 체육학과 (중퇴)

## 병역
대한민국 육군 제17보병사단 수색대대 병장 만기전역

## 촬영
- 죽음의 ASMR
- 동금로그

## 수상
- 2019 KMCNA 어워드 올해 크리에이터상
- 2019 포브스 코리아 파워 유튜버 30 피플 코미디 부문
- 2018 왕훙 페스티벌 신인상

## 경력
- 2020 제4회 대한민국 청년의 날 축제 조직위원회 홍보대사

## 앨범
- 2020년 Falling
- 2017년 쉬었다 가자

## 가족 관계
- 아버지: 故 조영환 (1955 - 2006)
- 어머니: 김동금
- 큰누나: 조우리
- 작은누나: 故 조승리

## 여담
- 2020년 4월 19일 보물섬의 한 컨텐츠에서 설사약을 먹고 화장실을 갈려다 강민석과 김동현의 카트에 막혀 화장실에 못 가고 지려서 설사맨이 되었다.

- 치아에 염증이 생겨 발치를 했는데 무슨 이유인지 모르나 이를 심지 않고 있으며 발에서는 청국장 냄새가 난다고 했으며 락스로 발 닦으라고 하셨다
- 어머니가 말하기를 조재원이 술만 마시면 집에서 전혀 씻지 않는다고 하며 씻는 걸 본 적이 없다고 하셨으며 결혼하면 하루만에 또는 무조건 이혼 당한다고 하셨다.
- 입냄새도 심하고 임플란트와 부분 틀니를 하게 되었다고 어머니가 폭로했다.